# حرية تداول المعلومات
حرية المعلومات هو مصطلح يشير إلى حماية الحق في حرية التعبير بما يتعلق بوسائل الاتصال وشبكة الإنترنت. يتعلق مفهوم حرية المعلومات بشكل رئيسي بموضوع الرقابة على محتوى المعلومات، أو بمعنى آخر هو القدرة على الوصول إلى محتويات شبكة الوب دون وجود رقابة أو قيود.
حرية المعلومات هي حرية الفرد أو الشعب في نشر المعلومات واستهلاكها. والوصول إلى المعلومات هو قدرة الفرد على التماس المعلومات وتلقيها ونقلها على نحو فعال. ويشمل ذلك أحيانًا «المعارف العلمية والأصلية والتقليدية؛ وحرية المعلومات، وبناء موارد المعرفة المفتوحة، بما في ذلك الإنترنت المفتوح والمعايير المفتوحة، والوصول المفتوح إلى البيانات وتوافرها؛ والحفاظ على التراث الرقمي؛ واحترام التنوع الثقافي واللغوي، مثل تعزيز الوصول إلى المحتوى المحلي بلغات يمكن الوصول إليها؛ والتعليم الجيد للجميع، بما في ذلك التعلم مدى الحياة والتعلم الإلكتروني؛ ونشر وسائل الإعلام الجديدة ومحو الأمية المعلوماتية والمهارات، والاندماج الاجتماعي عبر الإنترنت، بما في ذلك معالجة أوجه عدم المساواة القائمة على المهارات والتعليم والجنس والعمر والعرق والإثنية وإمكانية الوصول من قبل ذوي الإعاقة؛ وتطوير الاتصال وتكنولوجيا المعلومات والاتصالات بأسعار معقولة، بما في ذلك الهاتف المحمول والإنترنت والبنى التحتية للنطاق العريض».
يعتبر وصول الجمهور إلى المعلومات الحكومية مكونًا أساسيًا مهمًا للديمقراطية والنزاهة في الحكومة، وذلك من خلال النشر المفتوح للمعلومات، والقوانين الرسمية لحرية المعلومات.
يحدد مايكل باكلاند ستة أنواع من الحواجز التي يجب التغلب عليها من أجل الوصول إلى المعلومات: تعريف المصدر، وتوافر المصدر، وسعر المستخدم، والتكلفة على المزود، والوصول المعرفي، والقبول. بينما تُستخدم أحيانًا عبارات «الوصول إلى المعلومات» و«الحق في المعلومات» و«الحق في المعرفة» و«حرية المعلومات» كمرادفات، وإن المصطلحات المتنوعة تسلط الضوء على أبعاد معينة (وإن كانت مرتبطة) بالمسألة.
ترتبط حرية المعلومات بحرية التعبير، والتي يمكن أن تنطبق على أي وسيلة، سواء كانت شفهية، أو كتابية، أو مطبوعة، أو إلكترونية، أو من خلال أشكال فنية. وهذا يعني أن حماية حرية التعبير كحق لا تشمل المحتوى فحسب، بل وسائل التعبير أيضًا. وتعد حرية المعلومات مفهومًا منفصلًا يتعارض أحيانًا مع الحق في الخصوصية في محتوى الإنترنت وتكنولوجيا المعلومات. مثلما هو الحال مع الحق في حرية التعبير، فإن الحق في الخصوصية هو حق إنساني معترف به، وتعمل حرية المعلومات كامتداد لهذا الحق. وقد صاغته حكومة المملكة المتحدة على أنه امتداد لحرية التعبير، وحق أساسي من حقوق الإنسان. إنه معترف به في القانون الدولي. أنشأ حزب القراصنة الدولي وحزب القراصنة الأمريكي برامج سياسية تعتمد إلى حد كبير على قضايا حرية المعلومات.

## نظرة عامة
كانت هناك زيادة كبيرة في الوصول إلى الإنترنت، والتي وصلت إلى ما يزيد قليلًا عن ثلاثة مليارات مستخدم في عام 2014، وهو ما يمثل نحو 42 في المئة من سكان العالم. لكن الفجوة الرقمية لا تزال تستبعد أكثر من نصف سكان العالم، ولا سيما النساء والفتيات، خصوصًا في أفريقيا  والبلدان الأقل نموًا بالإضافة إلى العديد من الدول الجزرية الصغيرة النامية. ويمكن أن يحظى الأفراد ذوو الإعاقة إما بميزة أو قد يتعرضون لمزيد من الحرمان من خلال تصميم التقنيات أو من خلال وجود أو عدم وجود التدريب والتعليم.

## السياق

### الفجوة الرقمية
يواجه الوصول إلى المعلومات صعوبات كبيرة بسبب الفجوة الرقمية العالمية. والفجوة الرقمية هي تفاوت اقتصادي واجتماعي فيما يتعلق بالوصول إلى تكنولوجيا المعلومات والاتصالات أو استخدامها أو تأثيرها. وقد تشير الفجوة داخل البلدان (مثل الفجوة الرقمية في الولايات المتحدة) إلى عدم المساواة بين الأفراد أو الأسر أو الشركات أو المناطق الجغرافية، عادةً على مستويات اجتماعية اقتصادية مختلفة أو فئات ديموغرافية أخرى. يشار إلى الفجوة بين مختلف البلدان أو المناطق في العالم بالفجوة الرقمية العالمية، وتدرس هذه الفجوة التكنولوجية بين البلدان النامية والبلدان المتقدمة على الصعيد الدولي.

### الفجوة العرقية
على الرغم من تأثر العديد من الفئات في المجتمع بنقص الوصول إلى أجهزة الكمبيوتر أو الإنترنت، إلا أنه لوحظ على وجه التحديد تأثر المجتمعات الملونة سلبًا بالفجوة الرقمية. يتضح هذا عندما يتعلق الأمر بمراقبة الوصول إلى الإنترنت في المنزل بين الأعراق والإثنيات المختلفة. 81% من البيض و83% من الآسيويين لديهم اتصال بالإنترنت في المنزل، مقارنة بـ 70% من ذوي الأصول الإسبانية، و68% من السود، و72% من الأمريكيين الهنود / سكان ألاسكا الأصليين، و68% من سكان هاواي الأصليين / جزر المحيط الهادئ. على الرغم من أن الدخل هو أحد عوامل التفاوتات في الوصول إلى الإنترنت من المنزل، إلا أنه لا تزال هناك تفاوتات عرقية وإثنية موجودة بين الفئات ذات الدخل المنخفض. أفادت التقارير أن 58% من البيض ذوي الدخل المنخفض لديهم إمكانية الوصول إلى الإنترنت في المنزل مقارنة بـ 51% من ذوي الأصول الإسبانية و50% من السود. وجرى الإبلاغ عن هذه المعلومات في تقرير بعنوان «الحرمان الرقمي: تأثير التمييز العنصري المنهجي على استعمال الإنترنت من المنزل» والذي نشرته مجموعة المصلحة العامة فري بريس التي تتخذ من العاصمة واشنطن مقرًا لها. ويخلص التقرير إلى أن الحواجز الهيكلية والتمييز الذي يديم التحيز ضد الأشخاص من مختلف الأعراق والإثنيات يساهم في التأثير على الفجوة الرقمية. ويخلص التقرير أيضًا إلى أن أولئك الذين ليس لديهم إمكانية الوصول إلى الإنترنت لا يزال لديهم طلب مرتفع عليه، وأن تخفيض سعر الوصول إلى الإنترنت من المنزل سيسمح بزيادة المشاركة العادلة وتحسين اعتماد الإنترنت من قبل الفئات المهمشة.
لوحظ وجود الرقابة الرقمية والتحيز الخوارزمي في الفجوة العرقية. انحازت قواعد خطاب الكراهية وكذلك خوارزميات الكلام الذي يحض على الكراهية على منصات الإنترنت مثل فيسبوك إلى الذكور البيض وأولئك الذين ينتمون إلى مجموعات النخبة في المجتمع مقارنة بالفئات المهمشة في المجتمع، مثل النساء والأشخاص الملونين. في مجموعة من المستندات الداخلية التي جرى جمعها في مشروع أجرته بروبابليكا، كشفت إرشادات فيسبوك فيما يتعلق بالتمييز بين خطاب الكراهية والتعرف على المجموعات المحمية شرائح حددت بثلاث مجموعات، كل مجموعة تحتوي إما على سائقات، أو أطفال سود، أو رجال بيض. عند طرح السؤال عن المجموعة الفرعية المحمية، كانت الإجابة الصحيحة هي الرجال البيض. تتأثر لغة مجموعات الأقليات سلبًا بالأدوات الآلية للكشف عن الكراهية بسبب التحيز البشري الذي يقرر في النهاية ما يعتبر كلامًا يحض على الكراهية وما هو ليس كذلك.
وقد لوحظ أيضًا أن الأنظمة الأساسية عبر الإنترنت تتسامح مع المحتوى البغيض تجاه الأشخاص الملونين ولكنها تقيد المحتوى من الأشخاص الملونين. جرى نشر الميمات الخاصة بالسكان الأصليين على إحدى صفحات فيسبوك مع محتوى مسيء عنصريًا وتعليقات تصور السكان الأصليين على أنهم أقل شأنًا. بينما أزال المنشئون محتويات الصفحة بعد تحقيق أجرته هيئة الاتصالات والإعلام الأسترالية، لم يحذف فيسبوك الصفحة وسمح لها بالبقاء تحت تصنيف الدعابة المثيرة للجدل. ومع ذلك، فإن منشورًا من قبل امرأة أمريكية من أصل أفريقي يتعامل مع عدم ارتياحها لكونها الشخص الوحيد الملون في مطعم في بلدة صغيرة قوبل برسائل عنصرية وبغيضة. عند الإبلاغ عن الإساءة عبر الإنترنت إلى فيسبوك، جرى تعليق حسابها من قِبل فيسبوك لمدة ثلاثة أيام لنشرها لقطات الشاشة بينما لم تعلق حسابات المسؤولين عن التعليقات العنصرية التي تلقتها. يمكن أن تتعرض التجارب المشتركة بين الأشخاص الملونين لخطر إسكاتها بموجب سياسات الإزالة للأنظمة الأساسية عبر الإنترنت.